# Sebastian Fleischer
Sebastian Fleischer (født 26. december 1993) er en dansk windsurfer, der deltog i OL 2012 i RS:X-klassen, hvor han blev nummer 29.
Den danske OL-plads i RS:X-klassen blev sikret med Fleischers placering som nummer 66 ved VM i Cadiz, hvor der var OL-pladser til de ni bedste af de nationer, der indtil da ikke var kvalificeret, og Fleischer placering betød, at Danmark var nummer otte af på denne liste. Han blev senere udpeget som den danske repræsentant ved OL, da han vandt det danske udtagelsesstævne ved Hyeres.
Ved OL i 2012 blev Fleischer samlet nummer 29 ud af 38 deltagere. Hans bedste resultat undervejs var en femtendeplads i ottende sejlads.
Fleischer begyndte at surfe som tolvårig (i olympisk klasse som fjortenårig), og han stiller op for Kongelig Dansk Yachtklub. Blandt hans bedste resultater inden OL 2012 var en andenplads ved U19-udgaven af World Cuppen i Kiel, en fjerdeplads ved ungdoms-EM og en femteplads ved ungdoms-VM, alle tre resultater opnået i 2011.